# 中西海倫娜瓦利
中西海倫娜瓦利（英語：Helena Valley West Central）是位於美國蒙大拿州劉易斯與克拉克縣的普查規定居民點。

## 人口
根據2020年美國人口普查的數據，中西海倫娜瓦利的面積為68.44平方千米，當中陸地面積為68.36平方千米，而水域面積為0.08平方千米。當地共有人口8670人，而人口密度為每平方千米126.68人。